# Рейнхольд, Вольфганг
Во́льфганг Ре́йнхольд (нем. Wolfgang Reinhold, 16 апреля 1923, Фридрихсхаген — 2 сентября 2012, Бад-Заров) — военный деятель ГДР, в 1972—1989 годах командующий ВВС/ПВО ННА ГДР, генерал-полковник (1979 год).

## Биография

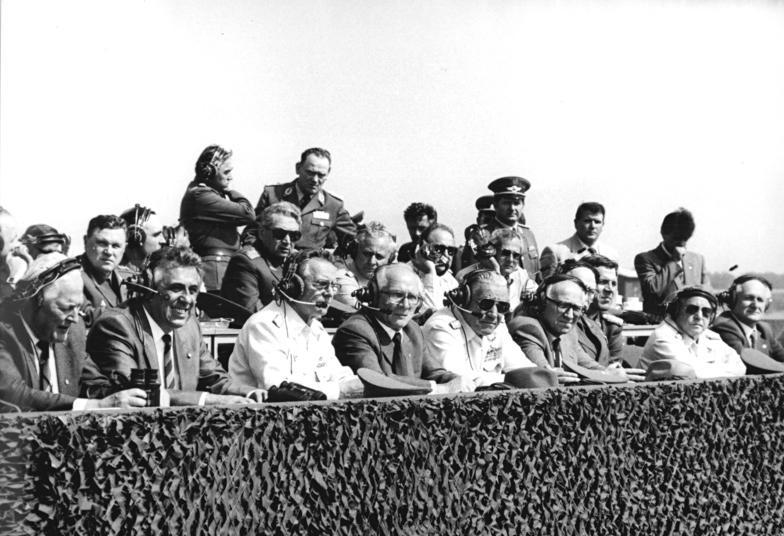
Генерал-полковник Рейнхольд (слева от Эриха Хонеккера) среди первых лиц ГДР на почётной трибуне во время демонстрации новой боевой техники в истребительной эскадре «Фриц Шменкель», 29 августа 1985 года

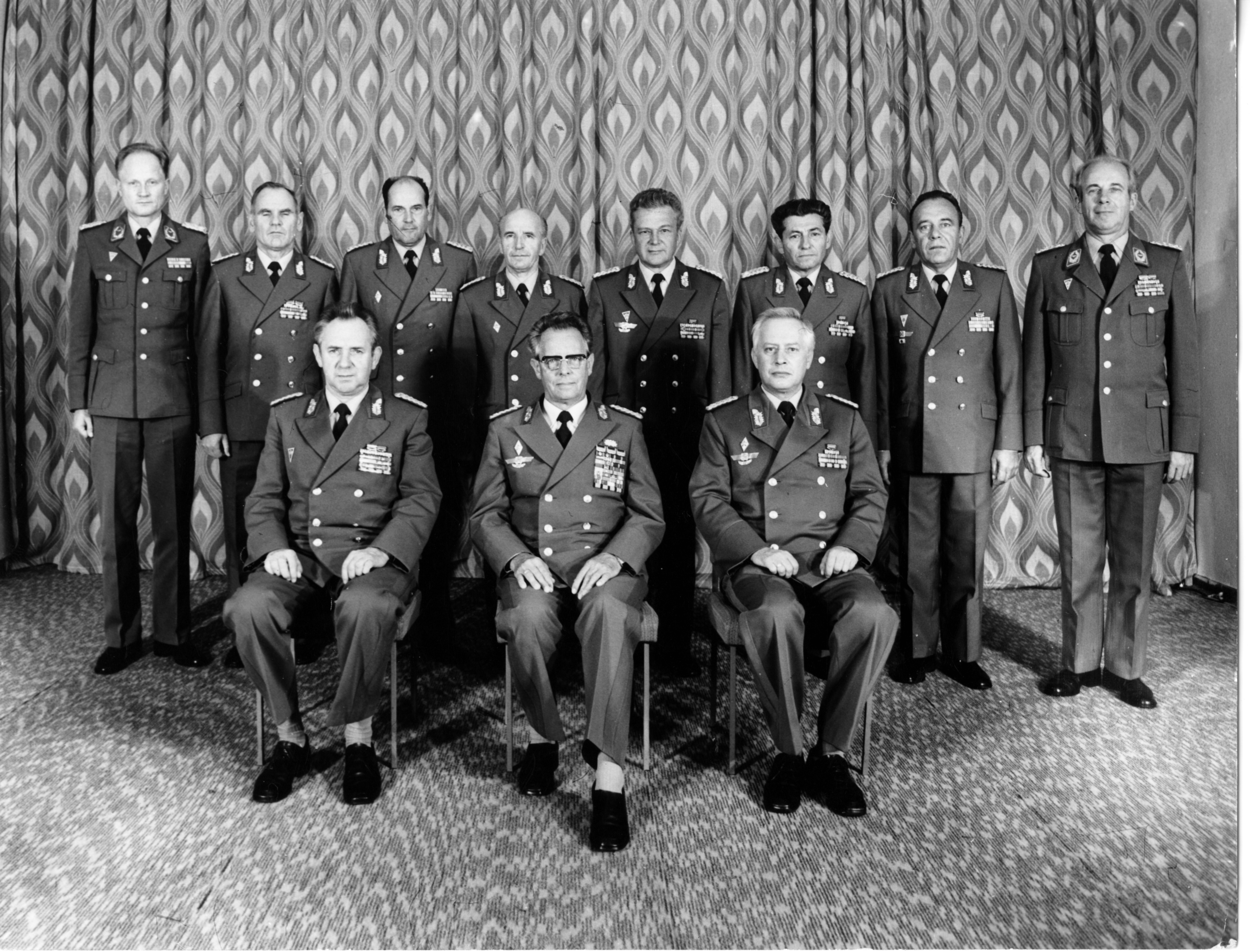
Командование ВВС/ПВО ННА ГДР, 1986 год. Стоят: М. Райфгерсте, Э. Ульман, В. Лобнер, Х. Траутш, К.-Ю. Баарс, М. Меркель, Э. Телле, Х. Фритше; сидят: А. Фогель, В. Рейнхольд, Р. Бергер.

Из семьи шофёра. После окончания школы он в 1938-1940 годах обучался профессии продавца. В 1940-1941 годах работал служащим в банке. В 1941 году был призван на воинскую службу в люфтваффе. В 1945 году в чине фельдфебеля попал в советский плен, где находился до 1949 года.
После возвращения на родину работал помощником токаря. В это время он вступает в Союз свободной немецкой молодёжи. В 1950 году Рейнхольд становится членом СЕПГ.
В начале 1950-х годов заново начинается его военная карьера в восточногерманском государстве рабочих и крестьян. В это время он вступает в Воздушную народную полицию (предшественник будущих ВВС ГДР) и, уже в 1952-1954 годах командует Служебной инстанцией КНП Котбус (нем. KVP Dienststelle Cottbus).
С 26 сентября 1956 года по 30 апреля 1957 года Рейнхольд в чине подполковника командует 3-й лётной дивизией (будущей 3-й дивизией ПВО (с декабря 1961 года). В 1957 году его отправляют на обучение в Военно-воздушную академию в СССР.
После своего возвращения из Советского Союза Рейнхольд в 1958-1965 годах занимал различные должности в командовании ВВС/ПВО (среди прочего с 1 ноября 1960 года по 28 февраля 1965 года полковник Рейнхольд был заместителем командующего ВВС/ПВО по боевой подготовке ВВС (нем. Stellvertreter des Chefs für Luftstreitkräfte). 7 октября 1963 года ему было присвоено звание генерал-майора.
В 1965-1967 годах Рейнхольд проходил обучение в Военной академии Генерального штаба СССР.
После своего возвращения в ГДР в качестве дипломированного военного учёного он с 1 сентября 1967 года по 14 марта 1972 года служил начальником штаба и заместителем командующего ВВС/ПВО ННА. С 15 марта 1972 года по 30 декабря 1989 года он занимал должность командующего ВВС/ПВО ННА и заместителя министра национальной обороны (на этом посту он сменяет Герберта Шайбе). 1 марта 1974 года ему было присвоено звание генерал-лейтенанта, а 7 октября 1979 года, в 30-ю годовщину образования ГДР он стал генерал-полковником. Одновременно, в 1981-1989 годах он был членом ЦК СЕПГ. После того, как в политической жизни ГДР начали происходить глубокие перемены Вольфганг Рейнхольд 31 декабря 1989 года был уволен в отставку.
Его сын Ральф Рейнхольд, командир ТУ-154 погиб 13 сентября 1997 года в результате столкновения его самолёта с американским военным транспортом над побережьем Намибии.

## Воинские звания
- Генерал-майор — 7 октября 1963 года;
- Генерал-лейтенант — 1 марта 1974 года;
- Генерал-полковник — 7 октября 1979 года.

## Важнейшие награды
- Орден «За заслуги перед Отечеством» (ГДР), в бронзе
- Почётное звание «Заслуженный военный лётчик ГДР» (1976)